# Plattenberg (bergstopp i Schweiz, Ticino)
Plattenberg är en bergstopp i Schweiz.   Den ligger i distriktet Blenio och kantonen Ticino, i den sydöstra delen av landet, 130 km öster om huvudstaden Bern. Toppen på Plattenberg är 3 041 meter över havet, eller 313 meter över den omgivande terrängen. Bredden vid basen är 3,9 km.
Terrängen runt Plattenberg är huvudsakligen mycket bergig. Runt Plattenberg är det mycket glesbefolkat, med 5 invånare per kvadratkilometer.. Närmaste större samhälle är Acquarossa, 13,4 km sydväst om Plattenberg. 
Trakten runt Plattenberg består i huvudsak av gräsmarker.